# .257 Weatherby Magnum
El .257 Weatherby Magnum es un calibre de rifle de fuego central desarrollado por Roy Weatherby,  para fines de caza deportiva a partir del casquillo del .375 Holland & Holland Magnum, el cual fue acortado a 2.5 pulgadas (64 mm), para ser utilizado de un mecanismo de longitud estándar y cuyo cuello fue ajustado para alojar un proyectil calibre .257".  para volverse uno de los primeros cartuchos belted magnum de la línea Weatherby y uno de los más populares hasta la fecha, solo por debajo del .30-378 Weatherby Magnum y el .300 Weatherby Magnum.
El .257 Weatherby Magnum ofrece la trayectoria más planas entre los cartuchos comerciales, que genera una  velocidad de salida, con un proyectil de 115 granos (Nosler Ballistic Tip), de 3400 pies por segundo (1036 m/s) y una energía de 2952 libras/pie (4002 J), comparable con la energía generada por el .30-06 Springfield o el .35 Whelen.
El diámetro del .257 Weatherby Magnum es .250 pulgadas que en el sistema métrico es de 6.35 mm.

## Historia de cartucho
Roy Weatherby diseñó el .257 Weatherby Magnum en 1944 y lo lanzó al mercado en 1945, volviéndose su calibre favorito. El cartucho original se desarrolló usando un casquillo de .300 Holland & Holland Magnum, que es básicamente un .375 Holland & Holland Magnum modificado para alojar un proyectil calibre .308, el cual fue acortado y su cuello ajustado a 6.35 mm. Junto con el .270 Weatherby Magnum, el 7mm Weatherby Magnum, y el .300 Weatherby Magnum, el .257 Weatherby Magnum fue uno de los primeros cartuchos desarrollados por Weatherby.
Los cartuchos originales fueron creados usando casquillos modificados de .300 H&H Mag, y a principios de 1948 Weatherby empezó a vender munición .257 Weatherby Magnum cargada en su casa. Posteriormente, Richard Speer empezó a producir casquillos para el .257 Weatherby. Sin embargo, Weatherby buscaba una empresa que produjera munición Weatherby Magnum, y en 1951 Norma Projektilfabrik fue contratada para producir la munición. Desde entonces, la munición Weatherby ha sido fabricada por Norma con la excepción de un lapso de tiempo entre 1963 y 1964 cuando la producción se trasladó a RWS/Dynamit-Nobel, una compañía qué había entrado en sociedad con Weatherby.
Desde su introducción, el .257 Weatherby Magnum ha sido uno de los cartuchos más vendidos por Weatherby. Layne Simpson, escritor de armas, considera al .257 Weatherby Magnum uno de sus cartuchos favoritos para tiros largos.

## Diseño y especificaciones

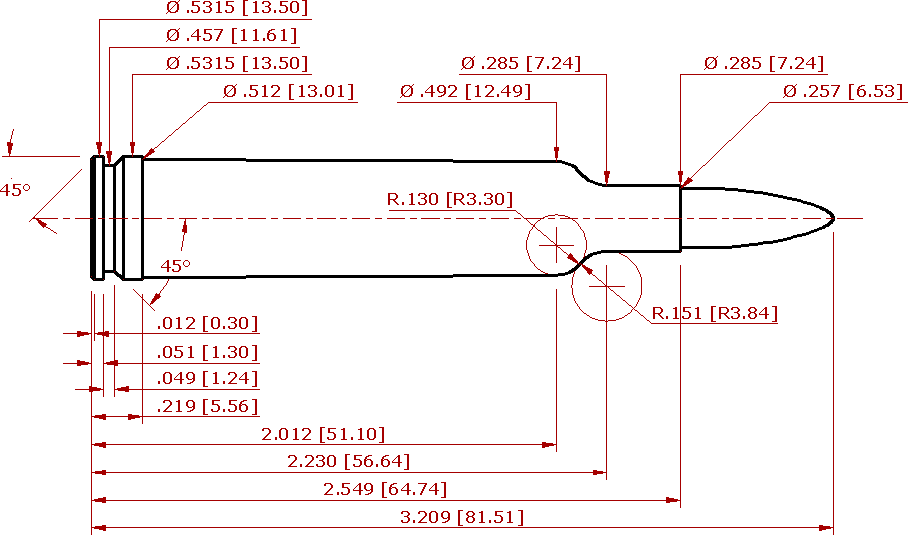
Esquema del cartucho .257 Weatherby Magnum.Medidas en pulgadas y [mm].

El .257 Weatherby Magnum comparte el mismo casquillo que el .270 Weatherby Magnum y el 7 mm Weatherby Magnum,  y fue uno de los primeros cartuchos que se crearon de la modificación del .375 Hollland & Holland Magnum, además de ser un predecesor para el desarrollo de posteriores cartuchos "belted magnum" de longitud estándar, como el 7 mm Remington Magnum, .300 Winchester Magnum o el .338 Winchester Magnum. Si bien ha existido controversia en torno a recortar la longitud del casquillo del 375 H&H magnum, considerando las opciones de pólvora lenta disponibles en aquella época como el IMR 4350, al contar con un casquillo más corto, permite la deflagración más eficiente de pólvoras lentas modernas; demuestra que si el .257 Weatherby Magnum o el .270 Weatherby Magnum hubieran sido diseñados sin reducir la longitud del casquillo H&H original no hubieran generado una mayor ventaja. Hoy, se considera la deflagración del IMR 4350 muy rápida comparada con pólvoras más modernas.
El casquillo del .257 Weatherby Magnum tiene el típico diseño de doble radio y permite una capacidad de 84 g de agua (5.45 cm3) y fuentes como Lyman y Weatherby sugieren una presión promedio máxima dde 66 000 psi (4600 bar). Pero el CIP Limita el .257 Weatherby Magnum a una presión mediana máxima de 4400 bar (64,000 psi).

## Rendimiento
El .257 Weatherby es conocido por sus capacidades para tiros a larga distancia debido a su trayectoria plana. El .257 logra esta trayectoria plana por su gran velocidad de salida de la boca del cañón. Sin embargo, debido a sus coeficientes balísticos relativamente bajos, pierde velocidad rápidamente, haciendo su caída más pronunciada conforme va avanzando. 
La munición Weatherby B25780TTSX, B257100TSX y el N257115BST permiten templar las trayectorias hasta las siguientes distancias: 369 yardas  (337 m), 350 yardas  (320 m) y 323 yardas (295 m) respectivamente. Permitiendo al cazador disparar sin tener que alzar la mira para compensar la caída de la bala hasta las distancias mencionadas, que en muchos cazos exceden las máximas distancias éticas en situaciones de caza. 
Cuándo un rifle recamarado en .257 Weatherby Magnum se centra a 300 yardas  (270 m) la bala de Weatherby  N257115BST solo habrá caído 21.9 pulgadas (56 cm) a 500 yardas (460 m) reteniendo 1,347 libras/pie de energía. Comparado al .270 Winchester Short Magnum SXP270, esta habrá caído 24.5 pulgadas (62 cm) a 500 yardas, sin embargo retendrá un poco más de energía: 1,552 libras/pie..

## Uso deportivo
El .257 Weatherby es un cartucho netamente de caza y no ha sido adoptado para otra modalidad de tiro. Debido al calibre y peso relativamente ligero de los proyectiles con los que se carga, esta restringido a la caza mayor de animales de tamaños medianos, y sobresale para situaciones de tiros a largas distancias, que se son más comunes en zonas de praderas, pampas, y sabanas; o en terrenos montañosos como Las Montañas Rocosas, los Alpes, Andes o Himalayas.
El .257 Weatherby es considerado ideal para cazar el pronghorn. debido a la geografía dónde se caza esta especie, por su conducta y tamaño. Un pronghorn macho pesa aproximadamente 175 libras (79 kg)  y al ser un ungulado de cuerpo chico, no necesita de proyectiles con gran capacidad de penetración. Más bien proyectiles de entre 95 y 110 granos (6.2 a 7.1 gramos) de expansión controlada, como el Nosler Ballistic Tip o el Winchester Ballistic Silvertip, son elecciones adecuadas para cazar presas de estas características con este cartucho.
El cartucho es una elección excelente para cérvidos como el corzo, el venado de cola blanca o el ciervo de mula, los cuales varían entre 40 y 150 kg. A pesar de que el .257 Weatherby Magnum se ha usado con éxito en América del Norte para cazar wapitis y alces, el calibre no fue concebido para cazar este tipo de especies, no siendo óptimo su uso para animales de semejantes tamaños, ya que los proyectiles pueden resultar demasiado ligeros para penetrar adecuadamente el tejido y masa ósea de estos.
Como cartucho para caza menor o alimañas, es recomendable escoger bien las puntas ya que debido a la gran velocidad que desarrolla, puede dañar excesivamente el tejido.
El cartucho ha tenido éxito en contra cabras montesas en zonas montañosas en las Rocosas, Cáucaso, Pamir e Himalayas. donde los tiros a distancias largas no son poco comunes.
Si el .257 Weatherby Magnum va a ser usado en África, es aconsejable restringirlo para especies de menos de 440 libras (200 kg ). El .257 Weatherby Magnum es efectivo para la caza de antílopes como el gemsbok, waterbuck, nyala y impala.
Roy Weatherby usó el .257 Weatherby Magnum extensamente en África y cazó un búfalo del Cabo de un solo tiro para probar su capacidad. Si bien este cartucho ha sido también usado para cazar leones y osos, debido a la ligereza de sus proyectiles y baja densidad seccional, no es recomendable.

## Rifles y munición
Weatherby produce el .257 Weatherby Magnum en diferentes varianbes de los modelos MarK V y Vanguard. Pero debido a su gran aceptación otras compañías producen rifles en este calibre.